# کارلوس آلبرتو برنز
کارلوس آلبرتو برنز (به اسپانیایی: Carlos Alberto Brenes) (زاده ۲ دسامبر ۱۸۸۴ – درگذشته ۲ ژانویه ۱۹۴۲) یک سیاستمدار اهل نیکاراگوئه بود. وی از ۹ ژوئن ۱۹۳۶ تا ۱ ژانویه ۱۹۳۷ رئیس‌جمهور این کشور بود.